# H-алфа
Във физиката и астрономията, H-алфа, или още обозначавана Hα, е специфична емисионна линия на водорода с дължина на вълната от 6562,8Å (656,28nm).
Съгласно атомния модел на Бор, свързаните електрони не могат да имат произволни енергии, а заемат точно определени нива. Тези енергетични нива се обозначават с главното квантово число (n = 1, 2, 3, ...). Електроните се намират в някое от тези състояния, и преминават от едно в друго само ако получат или излъчат енергия строго равна на разликата между енергиите на двете нива, между които става преходът.
Сборът от преходи от n ≥ 3 към n = 2 се нарича Балмерова серия и поредните му членове се обозначават с гръцките букви:
- Преходът от n = 3 към n = 2 се нарича Балмер-алфа или Hα,
- от n = 4 към n = 2 е Hβ,
- от n = 5 към n = 2 е H-γ и т.н.

За Лимановата серия, обозначенията са аналогични:
- От n = 2 към n = 1 е Лиман-алфа,
- От n = 3 към n = 1 е Лиман-бета и т.н.

H-α има дължина на вълната от 656.281 nm, което отговаря на червената част от видимия спектър и позволява на астрономите да наблюдават излъчването на йонизираните междузвездни облаци. Понеже е необходимо почти толкова енергия, за да се възбуди електронът от n = 1 към n = 3, колкото за да се избие от атома (атомът да се йонизира), вероятността да се възбуди електрон от n=3 (към по-горно ниво), без да настъпи йонизация, е много малък. След като бива избит, електронът бива прихванат от свободен протон, за да образува нов водороден атом. В новия атом, електронът може да се озове на кое да е от енергетичните нива. С времето той релаксира до основното, като приблизително за половината от електроните е вярно, че при серията релаксации извършват прехода n = 3 към n = 2, при което излъчват Hα фотон. Поради тази причина, Hα бива наблюдавана от облаци с йонизиран водород.
Hα се насища (става непрозрачна) сравнително лесно, понеже водородът е основната съставка на междузвездните облаци, така че при наблюденията в Hα може да бъде видяна формата на облака, но поради своята непрозрачност, не може да бъде наблюдавана вътрешната структура на облака и не може да бъде определена неговата маса. Вместо това се използват други вещества, които влизат в състава на междузвездните облаци и за чиято светлина облакът е прозрачен: въглероден оксид, въглероден диоксид, формалдехид, амоняк, ацетонитрил, циановодород.

## Филтри
Hα е оптичен интерференчен филтър, специално изготвен да пропуска само светлина от тесен спектрален интервал, центриран около дължината на вълната на Hα Тези филтри се състоят от много (често ~50) вакуумно-отложени тънки слоеве, благодарение на които възниква интерференция на светлината, така че всички дължини на вълните се погасяват, с изключение на тази, която филтърът трябва да пропуска.
Друга възможност е да се използва еталон (интерферометър на Фабри-Перо), който може да се използва като фин филтър, за да пропуска само светлина с дължини на вълните от малък интервал (<1 Å), центриран около Hα. Физиката на еталона и на дихроичните филтри е по същество същата, тъй като се основава на явлението интерференция (между многобройните отражения на лъч светлина между две полуотражателни повърхности), но при еталона интерференциите стават в оптичния елемент. Понякога, поради високите скорости, с които могат да се движат източниците на Hα лъчението, пропускателната честотна лента на филтрите се прави по-голяма, за да се отчете евентуалното отместване на линията поради Доплеровия ефект.